# Sinéresis (química)
Sinéresis, en química, es la separación de las fases que componen una suspensión o mezcla. Es la extracción o expulsión de un líquido de un gel, por lo que el gel pasa de ser una sustancia homogénea a una segregación de componentes sólidos separados y contenidos en la fase líquida. La sinéresis puede ser observada cuando la cantidad de un disolvente en un polímero hidratado excede el límite de solubilidad con un cambio en la temperatura, como por ejemplo, cuando una gelatina comienza a liberar agua al dejarse fuera del refrigerador. La separación del suero sanguíneo de la sangre coagulada, así como la separación en suero y cuajada a partir de la leche cortada también ilustran este proceso.

## Ejemplos

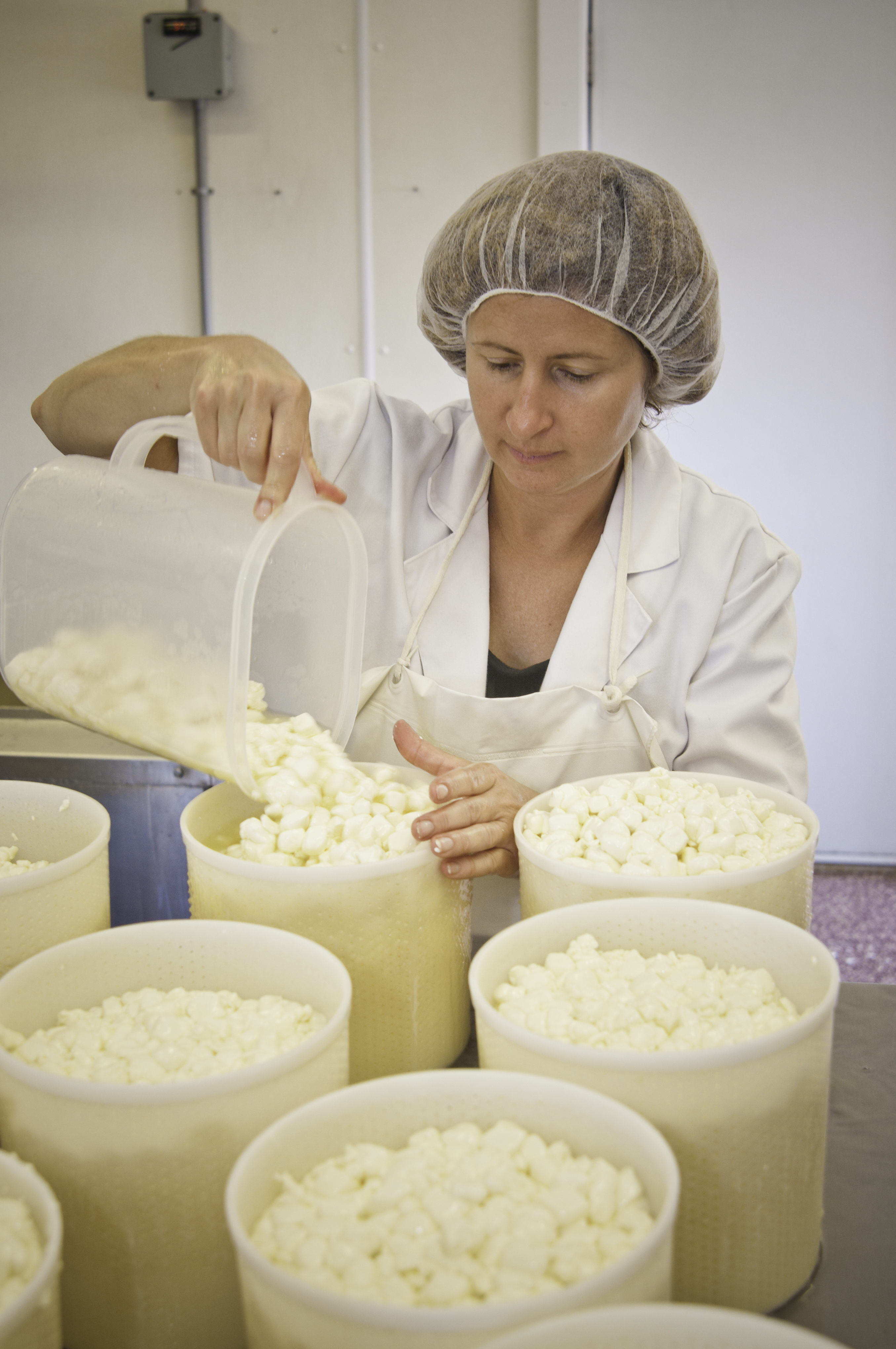
Proceso de separación de la cuajada de leche en el proceso de fabricación de queso.

En el procesamiento de la leche para la fabricación de queso, la sinéresis es la formación de la cuajada debido a la remoción de los macropéptidos hidrofílicos que causan un desbalance en las fuerzas intermoleculares. Los enlaces entre los sitios hidrofóbicos comienzan a desarrollarse y se fortalecen por los enlaces de calcio, que se forman en cuanto las moléculas de agua en las micelas abandonan la estructura. Este proceso usualmente es nombrado como la fase de coagulación y sinéresis. La separación del enlace entre los residuos 105 y 106 de la molécula k-caseína es usualmente llamada fase primaria mientras que la sinéresis y coagulación son las fases secundarias.
En la cocina, la sinéresis es la liberación de humedad contenida en las moléculas de proteína usualmente causado por el calentamiento excesivo, lo que sobre-endurece la capa proteica. La humedad se expande con el calentamiento y las cubiertas proteicas se endurecen, lo que conlleva a que la cubierta explote, liberando humedad. Este proceso es lo que causa que un trozo de carne en término medio esté jugoso mientras que un trozo de carne bien cocido esté duro. También causa que la salsa holandesa se corte o que se formen burbujas de humedad en platos horneados como el flan o la crème brûlée.
El proceso opuesto de la sinéresis es la imbibición, que consiste en que un material absorba moléculas de agua de los alrededores.